# Katharina Ursinus
Katharina Ursinus (* 28. April 1989 in Hamburg) ist eine ehemalige deutsche Schauspielerin. Sie trat von April 2005 bei Gute Zeiten, schlechte Zeiten in der Rolle Nele Wenzel auf. Dies war anfangs eine Nebenrolle; aufgrund großer Beliebtheit wurde Katharina Ursinus später in die Hauptbesetzung aufgenommen und spielte ihre Rolle bis September 2006. 

## Filmografie
- 2005–2006: Gute Zeiten, schlechte Zeiten, Rolle der
- 2006: Noch ein Wort und ich heirate dich!
- 2009: SOKO Wismar – Mord mit Ansage
- 2010: Küstenwache – Fundsache